# 싱안맹
싱안 맹(몽골어: (Kingɣan ayimaɣ), Хянган аймаг(힝간 맹), 중국어: 兴安盟, 병음: Xīng'ān Méng)은 내몽골 자치구의 행정구역이다. 북쪽으로 후룬베이얼 시, 서쪽으로 몽골, 시린궈러 맹, 남쪽으로 퉁랴오 시, 동쪽으로 지린성, 헤이룽장성과 접한다. 힝간이라는 이름은 다싱안링산맥(大興安嶺 산맥)의 북서쪽에서 남동쪽으로 걸쳐있는 데에서 유래하였다.

## 인구
2000년에 힝간 맹에는 1,588,787명의 주민이 살고 있었다 (인구밀도는 26.57/km2이다).

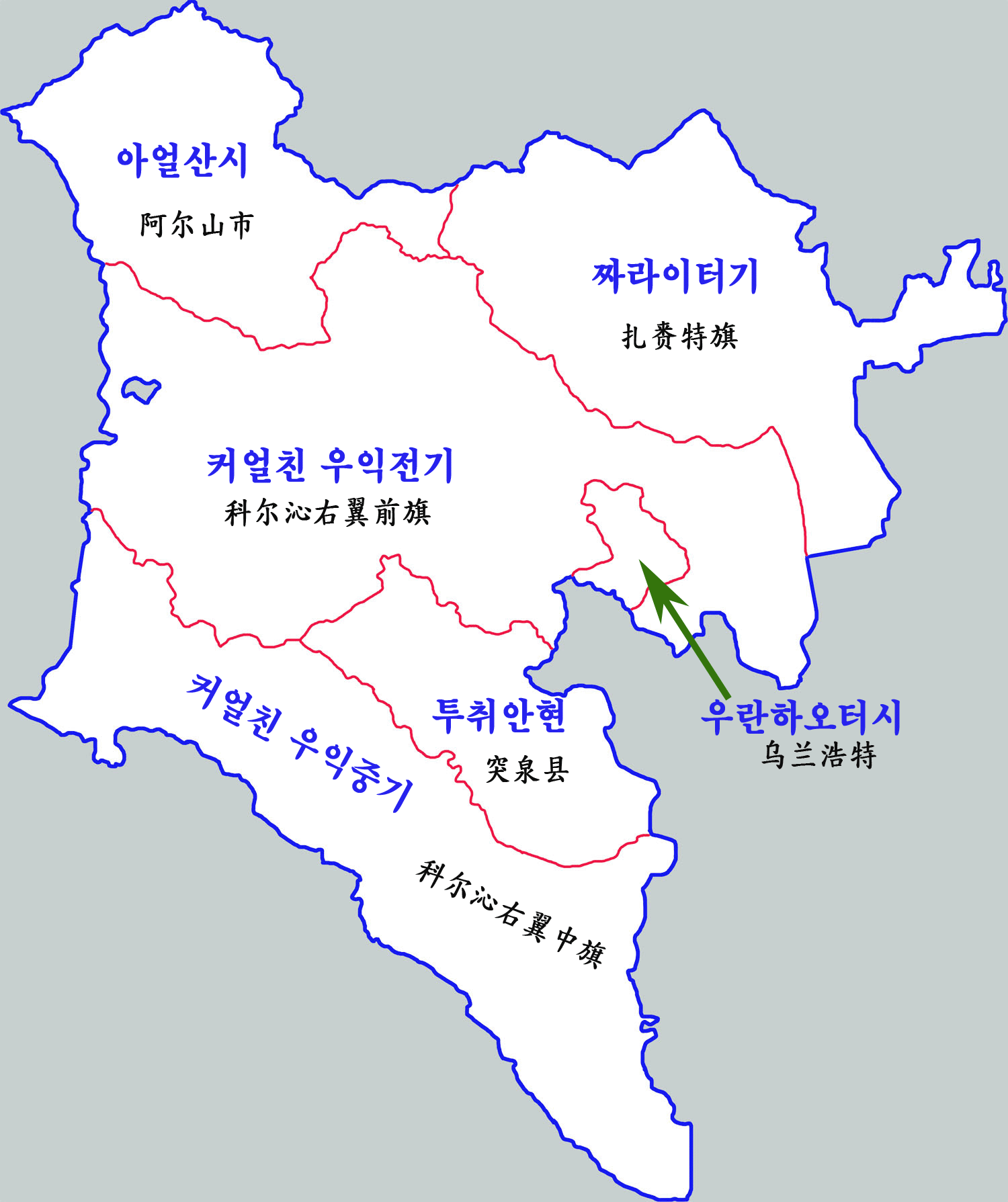
싱안맹 현급구역

| 민족     | 인구    | 비율   |
| -------- | ------- | ------ |
| 한족     | 852,684 | 53.67% |
| 몽골족   | 652,385 | 41.06% |
| 만주족   | 71,653  | 4.51%  |
| 조선족   | 6,240   | 0.39%  |
| 후이족   | 3,017   | 0.19%  |
| 다우르족 | 1,168   | 0.07%  |
| 시버족   | 568     | 0.04%  |
| 오로촌족 | 203     | 0.01%  |
| 이족     | 154     | 0.01%  |
| 기타     | 715     | 0.05%  |

## 행정 구역
2개 현급시, 1개 현, 3개 기를 관할한다.

현급시
- 우란하오터 시 (乌兰浩特市 - Wūlánhàotè Shì)
- 아얼산 시 (阿尔山市 - Ā'ěrshān Shì)

현
- 투취안 현 (突泉县 - Tūquán Xiàn)

기
- 커얼친 우익전기 (科尔沁右翼前旗 - Kē'ěrqìn Yòuyì Qián Qí)
- 커얼친 우익중기 (科尔沁右翼中旗 - Kē'ěrqìn Yòuyì Zhōng Qí)
- 짜라이터 기 (扎赉特旗 - Zālàitè Qí)